# Come mi viene
Come mi viene (sottotitolo: vite di ferro e cartone) è il primo libro di Francesco Renga, pubblicato nel 2007 contemporaneamente al cd Ferro e cartone. I vari capitoli del libro hanno lo stesso titolo delle tracce del cd, e sono disposti nel medesimo ordine. Il legame tra le due opere, dunque, è evidente.
Il libro si pone come un'estensione dell'opera musicale a cui è legato, presentando una diversa chiave di lettura delle tematiche presenti nelle canzoni, con alcuni elementi autobiografici. I racconti brevi che lo compongono sembrano partire da un punto in comune con i brani, per poi distaccarsene man mano che la narrazione procede. I capitoli non si sviluppano seguendo una vera e propria trama lineare, ma sono uniti da un sottile fil rouge: un uomo è incaricato da una ditta di traslochi di sgomberare una vecchia soffitta. I vari oggetti in cui si imbatte suscitano in lui ricordi di vita vissuta, riflessioni, echi di storie lontane, flashback e desideri repressi.

## Capitoli
1. Ferro e cartone
2. Cambio direzione
3. Coralli
4. Dimmi...
5. Come mi viene
6. Vedrai
7. L'uomo che ho immaginato
8. Preda dei venti
9. Ikebana
10. Lo specchio
11. Dove finisce il mare

## Copertina
La copertina è composta da una foto di un particolare di un flipper estremamente ingrandita, con sovrapposto un aereo di linea che decolla.